# Ben Gardane
Ben Gardane  (en árabe: بن قردان‎) es una ciudad costera en el este de Túnez, cerca de la frontera con Libia.
Ben Gardane (بنقردان), también escrito Ben Guerdane, es una ciudad en el sureste de Túnez, que depende de la gobernación de Medenine. Situado 423 kilómetros - 559 km por carretera - de Túnez, es la ciudad más alejada de la capital.
Esta es la última ciudad importante - 79 912 habitantes en 2014 - antes de la frontera entre Libia y Túnez, que está a 32 km de distancia. Se conoce mejor en Túnez por su significativo en el mercado para los productos importados procedentes de Libia y que se consideran más baratos.
Destaca por su gran población de dromedarios estima en 15 000 cabezas. Tiene un festival anual dedicado a ellos durante el mes de junio.